# Mthunzi Mvubu
Mthunzi Mvubu (* um 1985 in Daveyton, Transvaal) ist ein südafrikanischer Jazzmusiker (Saxophon, auch Piano, Komposition).

## Leben und Wirken
Mvubu begann mit 14 Jahren öffentlich aufzutreten, nachdem er Klavier- und Theorieunterricht an der Music Academy of Gauteng bei Johnny Mekoa erhalten hatte. Zunächst wirkte er im Gauteng Youth Jazz Orchestra und der Johnny Mekoa Big Band als Pianist, später wechselte er ans Altsaxophon. Mit dem Music Academy of Gauteng Jazz Orchestra trat er auch in Europa und Nordamerika auf; mit der MAG Big Band begleitete er die Sänger Kevin Mahogany (2004) und Everett Greene (2005).
Beim South African Standard Bank Joy of Jazz Festival und bei einigen Südafrika-Tourneen spielte Mvubu im Bläsersatz der O’Jays, der Temptations und bei Clarence Carter. Er ist Mitglied von Marcus Wyatts Blue Note Tribute Band. Weiter trat er mit Abdullah Ibrahim, Themba Mkhize, Victor Ntoni, Feya Faku, Tsepo Tshola, Jason Yarde, Andile Yenana, Musa Manzini, Jimmy Dludlu, Jonas Gwangwa, Herbie Tsoaeli und Thandiswa Mazwai auf. 
Mit dem Quintett und Sextett von Nduduzo Makhathini legte Mvubu 2014 die Alben Sketches of Tomorrow und Mother Tongue vor. Er ist auch auf Alben von Tumi Mogorosi (Project Elo, 2013), von Shabaka Hutchings und von Lindiwe Maxolo zu hören. Mit dem Trio von Kyle Shepherd und Lionel Loueke gab er 2016 mehrere Konzerte auf dem SWR New Jazz Meeting 2016, die auf der Doppel-CD Sound Portraits from Contemporary Africa dokumentiert wurden.
2022 legte er das Album The 1st Gospel vor. 2023 tourte er mit Dominic Eglis Quintett Plurism, mit dem das Album Umhlangano (Unit Records) entstand.